# Comté de Summit (Utah)
Le comté de Summit (en anglais : Summit County) est l’un des vingt-neuf comtés de l'État de l’Utah, aux États-Unis. Il a été créé en 1854. Le mot anglais summit signifie « sommet » ; le comté contient 39 des plus hautes montagnes de l’État. Le siège du comté est à Coalville. Selon le recensement de 2000, sa population est de 29 736 habitants. 
Park City, une station de ski alpin populaire, se trouve dans le comté.

## Comtés adjacents
| Comté de Morgan (Utah)   | Comté de Rich, Utah Comté de Uinta, Wyoming    | Comté de Sweetwater, Wyoming |
| Comté de Salt Lake, Utah | Comté de Summit (Utah)                         | Comté de Daggett, Utah       |
|                          | Comté de Wasatch, Utah Comté de Duchesne, Utah |                              |

## Photos

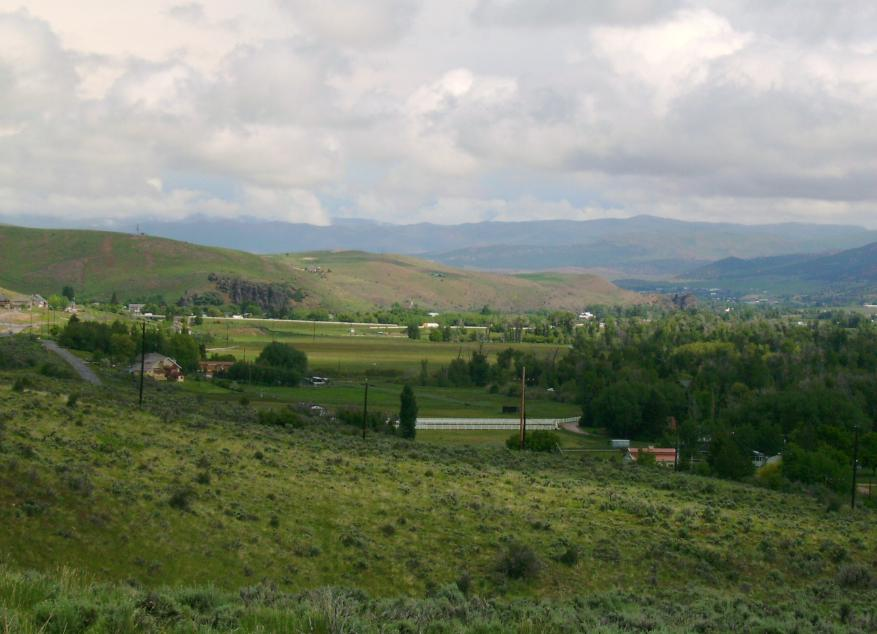
Vallée de Wanship.
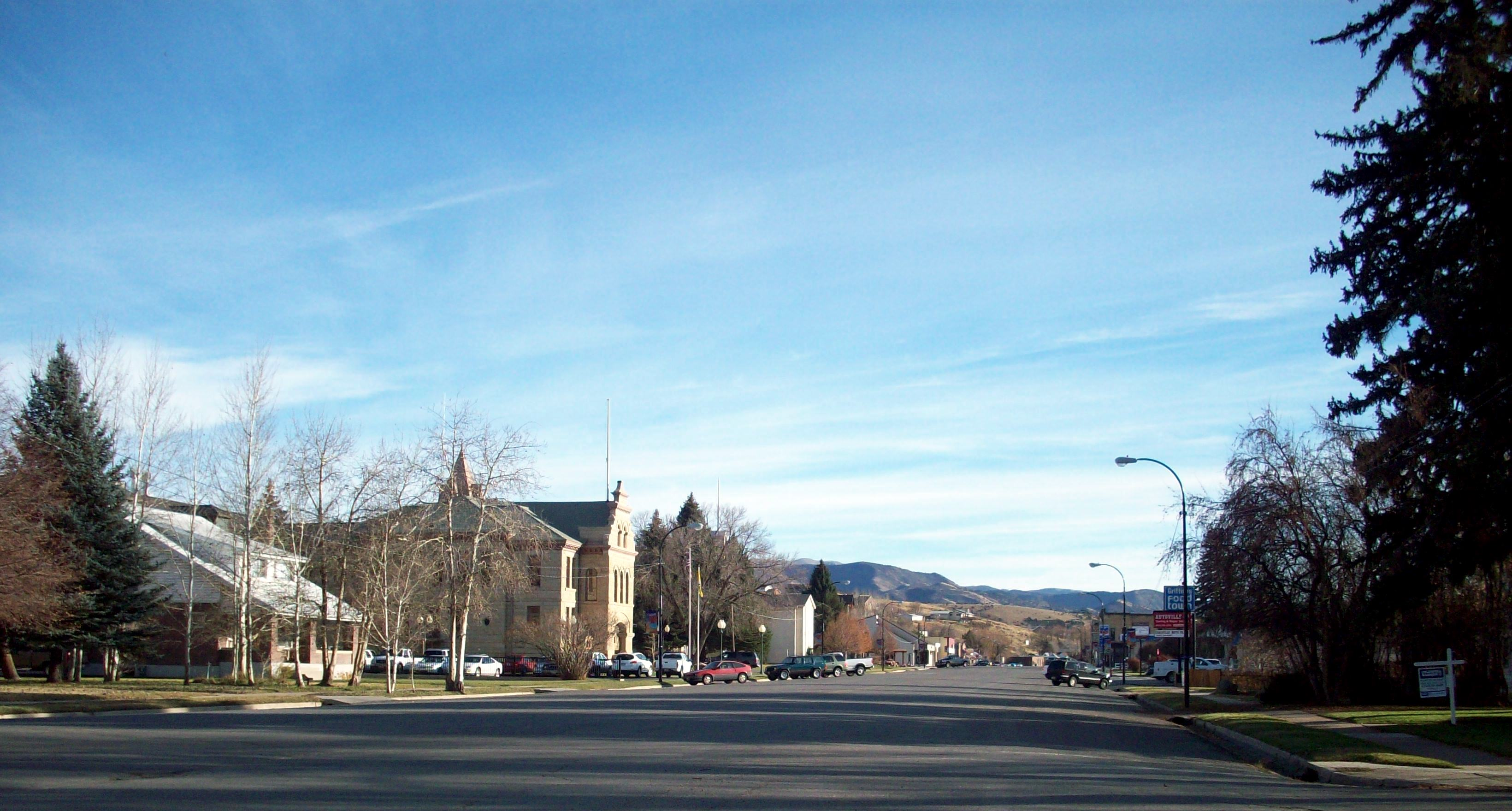
Rue principale de Coalville.
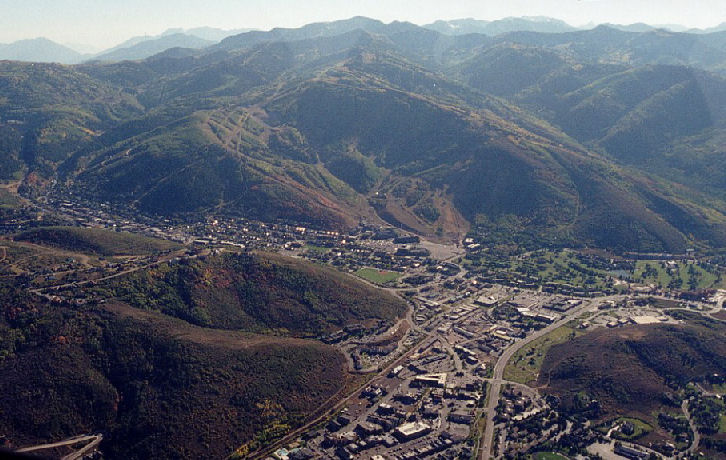
Park City.
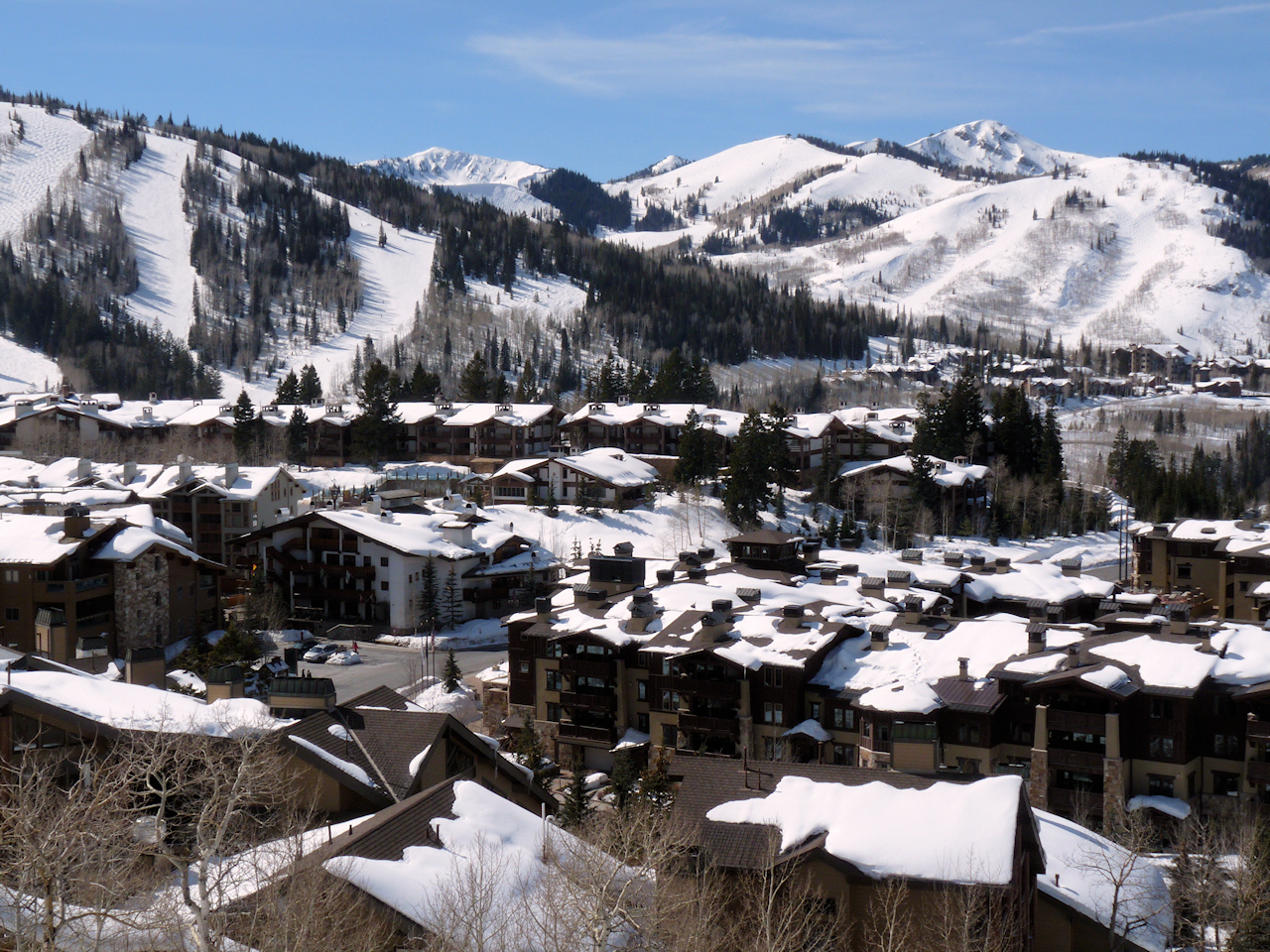
station de sports d'hiver de Deer Valley.